# Jasper Waalkens
Jasper Waalkens (Schijndel, 13 februari 1989) is een voormalig Nederlands profvoetballer die bij voorkeur als middenvelder speelt.

## Carrière

### Jeugd
Waalkens begon met voetballen bij Avanti'31. Verschillende profclubs toonden belangstelling om hem in de jeugdopleiding op te nemen, waaronder FC Den Bosch en Willem II. Mede vanwege de reisafstand koos Waalkens voor de club uit de Brabantse hoofdstad. Een aantal jaren later toonde Willem II opnieuw belangstelling, maar wederom visten de Tilburgers achter het net. De middenvelder verkoos een plek in de jeugdopleiding van PSV. Op jonge leeftijd mocht hij samen met Ibrahim Maaroufi meetrainen met het team van toenmalig trainer Guus Hiddink. Zo stond hij als zestienjarige jongen tussen onder anderen Phillip Cocu en Alex. In het seizoen 2007/2008 werd hij uitgeroepen tot beste speler van de landelijke A-jeugd.

### Willem II
In het voorjaar van 2009 was er weer belangstelling uit Tilburg. Toen bleek drie maal scheepsrecht te zijn, want Waalkens tekende zijn eerste profcontract bij Willem II. Ondanks het feit dat hij ook bij PSV kon blijven, koos hij voor de Tricolores om meer kans te krijgen op speelminuten in de Eredivisie. Waalkens maakte op zondag 9 augustus in de met 1-0 verloren uitwedstrijd bij FC Utrecht zijn debuut in de eredivisie. Een week later, in een uitwedstrijd bij Sparta Rotterdam, stond hij voor het eerst in de basis. In december wordt Waalkens uit de selectie gezet. De technische staf was niet tevreden over zijn instelling. Niet veel later wordt besloten dat het voor zowel Waalkens als Willem II beter is als de middenvelder vertrok. Op 10 januari 2011 werd bekend dat Waalkens zijn carrière vervolgde in de Jupiler League. Hij ondertekende een contract dat hem voor zes maanden verbond aan Helmond Sport.

### FC Eindhoven en Fortuna
In de zomer van 2011 tekende Waalkens voor drie seizoenen bij FC Eindhoven. Daar speelde hij 109 wedstrijden, waarin hij goed was voor tien goals en zeventien assists. In de zomer van 2014 sloot Waalkens aan bij Fortuna Sittard. Daar speelde hij maar een half jaar, waarin hij goed was voor 22 goals en drie wedstrijden.

### N.E.C.
In januari 2015 tekende hij een contract tot het einde van het seizoen bij N.E.C., dat op dat moment op koers lag om kampioen te worden. Hij maakte op 23 januari tegen RKC Waalwijk zijn debuut. Op 16 maart scoorde hij in een 7-0 overwinning op FC Volendam als invaller zijn eerste en enige wedstrijd voor N.E.C. Hij werd op 3 april 2015 door een 1-0 overwinning op Sparta Rotterdam kampioen met N.E.C. in de Eerste divisie.

### Almere en amateurs
In juni 2015 tekende hij voor twee seizoenen bij Almere City. Nadat zijn contract in 2017 afliep, maakte Waalkens de overstap naar SV Spakenburg dat uitkomt in de Derde divisie. Namens die club scoorde hij op 18 augustus 2018 in de voorronde van de KNVB Beker een hattrick tegen RKSV Wittenhorst. Het waren zijn enige drie doelpunten van dat seizoen. In het seizoen 2019/20 speelde Waalkens voor DOVO. Die club nam hem vervolgens over. Medio 2021 ging hij naar RKSV Halsteren. In 2020 werd hij assistent-trainer bij Jong Willem II. In 2022 werd hij jeugdtrainer bij PSV.

## Clubstatistieken
| Seizoen | Club             | Competitie     | Competitie | Competitie | Beker | Beker | Overig | Overig | Totaal | Totaal |
| Seizoen | Club             | Competitie     | Wed.       | Dlp.       | Wed.  | Dlp.  | Wed.   | Dlp.   | Wed.   | Dlp.   |
| ------- | ---------------- | -------------- | ---------- | ---------- | ----- | ----- | ------ | ------ | ------ | ------ |
| 2008/09 | Jong PSV         | Beloften       | 0          | 0          | 1     | 0     | –      | –      | 1      | 0      |
| 2009/10 | Willem II        | Eredivisie     | 10         | 0          | 0     | 0     | –      | –      | 10     | 0      |
| 2010/11 | Willem II        | Eredivisie     | 2          | 0          | 0     | 0     | –      | –      | 2      | 0      |
| 2010/11 | Helmond Sport    | Eerste Divisie | 10         | 0          | 0     | 0     | –      | –      | 10     | 0      |
| 2011/12 | FC Eindhoven     | Eerste Divisie | 32         | 2          | 3     | 0     | 2      | 0      | 37     | 2      |
| 2012/13 | FC Eindhoven     | Eerste Divisie | 30         | 4          | 1     | 0     | –      | –      | 31     | 4      |
| 2013/14 | FC Eindhoven     | Eerste Divisie | 37         | 3          | 2     | 1     | 2      | 0      | 41     | 4      |
| 2014/15 | Fortuna Sittard  | Eerste Divisie | 20         | 2          | 2     | 1     | –      | –      | 22     | 3      |
| 2014/15 | N.E.C.           | Eerste Divisie | 14         | 1          | –     | –     | –      | –      | 14     | 1      |
| 2015/16 | Almere City      | Eerste Divisie | 14         | 0          | 0     | 0     | –      | –      | 14     | 0      |
| 2016/17 | Almere City      | Eerste Divisie | 9          | 0          | 1     | 0     | –      | –      | 10     | 0      |
| 2016/17 | Jong Almere City | Derde Divisie  | 30         | 16         | –     | –     | –      | –      | 30     | 16     |
| 2017/18 | SV Spakenburg    | Derde Divisie  | 30         | 3          | 2     | 0     | –      | –      | 32     | 3      |
| 2018/19 | SV Spakenburg    | Tweede Divisie | 12         | 0          | 2     | 3     | –      | –      | 14     | 3      |
| 2019/20 | VV DOVO          | Derde Divisie  | 23         | 5          | 0     | 0     | –      | –      | 23     | 5      |
| 2020/21 | VV DOVO          | Derde Divisie  | 5          | 0          | 2     | 0     | –      | –      | 7      | 0      |
| Totaal  | Totaal           | Totaal         | 278        | 36         | 14    | 5     | 4      | 0      | 296    | 41     |

## Erelijst
N.E.C.
- Kampioen Eerste divisie

2014/15